# Frare de Brass
El frare de Brass (Philemon brassi) és un ocell de la família dels melifàgids (Meliphagidae).

## Hàbitat i distribució
Habita zones de praderie de les terres baixes del nord-oest de Nova Guinea.